# مجمع محمد السادس الرياضي
مجمع محمد السادس الرياضي كان يسمى سابقاً مركز المعمورة الوطني للرياضة هو أحد المراكز التابعة للمعهد الملكي للتدريب التنفيذي، يقع في مدينة سلا، ويستخدم للدورات التدريبية للأندية والمنتخبات الوطنية لكرة القدم وهو تحت إدارة الجامعة الملكية المغربية لكرة القدم.
تم تجهيز المجمع ببنية تحتية ومعدات على أحدث طراز، بقيمة 63 مليون يورو، أنشئ على مساحة تقدر بحوالي 29.3 هكتاراً، ويضم تجهيزات رياضية متطورة على مستوى التدريب البدني والطب الرياضي، وكذا التدليك وتطوير اللياقة البدنية، بما يتماشى مع معايير الفيفا، مما يجعله واحدًا من أكبر المجمعات في العالم.

## الموقع
يقع بالقرب من غابة جنوب إقليم مدينة سلا قرب العاصمة المغربية الرباط.

## التاريخ
منذ الخمسينيات القرن الماضي، كان مجمع المعمورة يضم العديد من الوثائق التاريخية عن مختلف فرق كرة القدم الوطنية. وبرعاية الجامعة الملكية المغربية أطلقت مشروع تطويره في عام 2014. شرع الملك محمد السادس، نهاية عام 2019 في منطقة الحسين بسلا، في تدشين مركز المعمورة الوطني لكرة القدم بعد تجديده وإعادة بنائه، وتبديل اسمه الى "مجمع محمد السادس لكرة القدم".